# Ставішин
Ставі́шин (пол. Stawiszyn) — місто в центральній Польщі, у Каліському повіт. Найменше за площею місто Польщі . Адміністративний центр гміни Ставішин.

## Демографія
Демографічна структура станом на 31 березня 2011 року:
|          | Загалом | Допрацездатний вік | Працездатний вік | Постпрацездатний вік |
| -------- | ------- | ------------------ | ---------------- | -------------------- |
| Чоловіки | 777     | 155                | 538              | 84                   |
| Жінки    | 816     | 134                | 487              | 195                  |
| Разом    | 1593    | 289                | 1025             | 279                  |